# 绿独行菜
绿独行菜（学名：Lepidium campestris）是十字花科独行菜属，二年生草本植物（偶有一年生）。原產歐洲，現也分布于小亚细亚、以及中国大陆的辽宁等地，並在北美洲成為入侵種，生长于海拔100米的地区，常生于山坡。

## 形態
全株20~60公分高，佈滿絨毛。蓮座狀葉叢，從中長出主莖，莖上有許多互生的無柄葉（sessile leaves）。最重要的辨認特徵是會從莖上分支出若干總狀花序。角果長 6 mm，寬 4 mm，內有 2 顆種子，棕色，長 2.5 mm。

## 利用

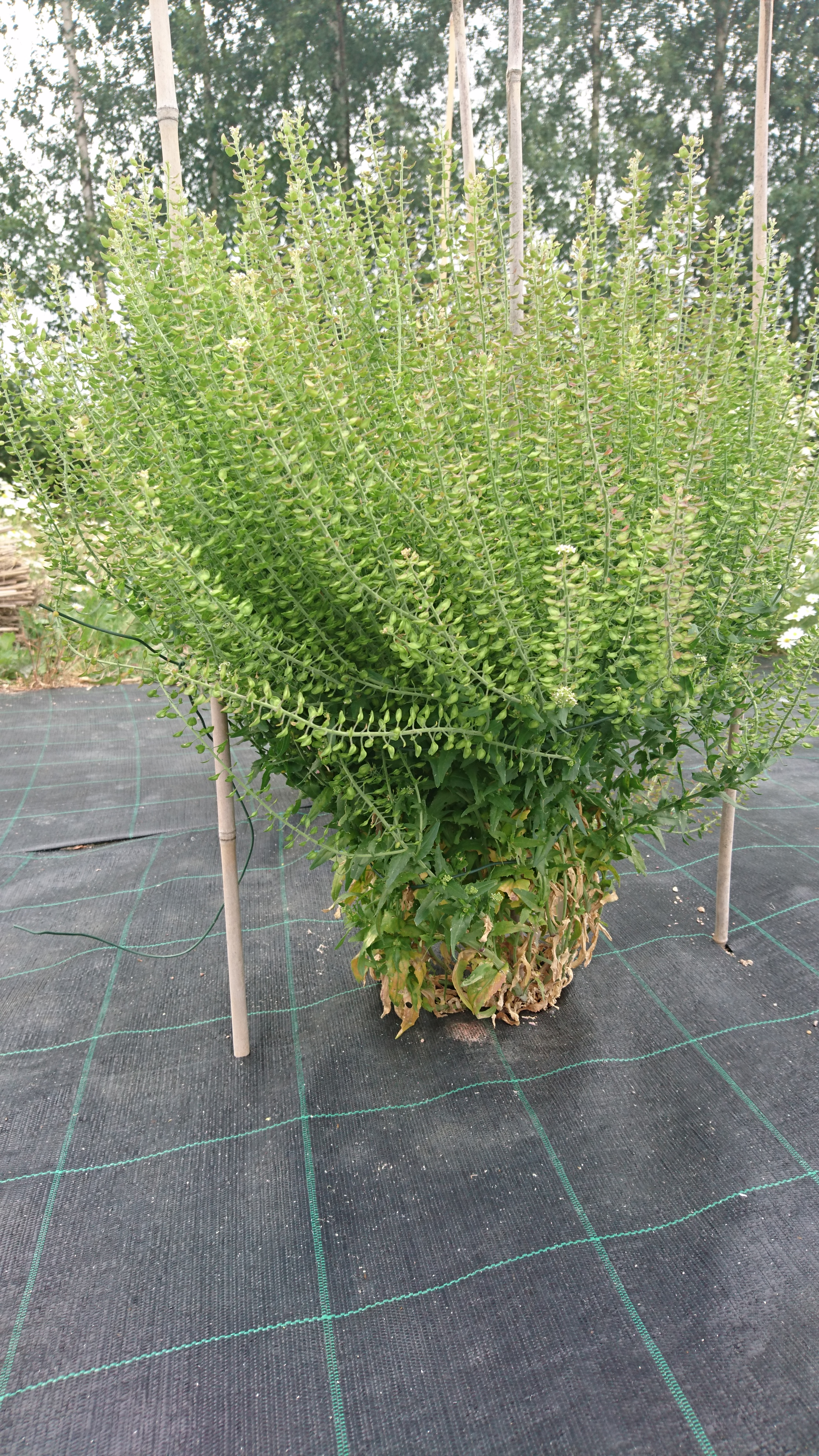
農業試驗中的綠獨行菜

嫩葉可以作為蔬菜食用，果實和種子可以作為香料，有辛辣味。因為耐寒，瑞典正在嘗試馴化作為油料作物。